# Šarišské Bohdanovce
Šarišské Bohdanovce es un municipio del distrito de Prešov en la región de Prešov, Eslovaquia, con una población estimada a final del año 2024 de 1024 habitantes.
Se encuentra ubicado en el centro-sur de la región, en el valle del río Torysa (cuenca hidrográfica del río Tisza) y cerca de la frontera con la región de Košice.

## Demografía
| Año        | 1994 | 2004    | 2014     | 2024     |
| ---------- | ---- | ------- | -------- | -------- |
| Población  | 616  | 644     | 788      | 1024     |
| Diferencia |      | +4,54 % | +22,36 % | +29,94 % |

| Año        | 2023 | 2024    |
| ---------- | ---- | ------- |
| Población  | 1017 | 1024    |
| Diferencia |      | +0,68 % |